# Li Shizhen
Este es un nombre chino; el apellido es 李 (Li)
Li Shizhen (en chino tradicional, 李時珍; en chino simplificado, 李时珍; pinyin, Lǐ Shízhēn; Wade-Giles, Li Shih-Chen, 3 de julio de 1518-1593), nombre de cortesía Dongbi (东璧), fue un herbalista y acupunturista chino. Su mayor contribución a la medicina fue su obra de 27 años, la cual se encuentra en su libro Bencao Gangmu (本草纲目 "Compendio de Materia Médica"). Él es considerado como el mayor naturalista de China, y estuvo muy interesado en la clasificación adecuada de los componentes de las hierbas.
El libro tiene detalles sobre más de 1800 drogas (medicina china tradicional), que incluyen 1100 ilustraciones y 11 000 prescripciones. También describe el tipo, forma, sabor, naturaleza y aplicación en el tratamiento de enfermedades de 1094 hierbas. Su Materia medica ha sido traducida hacia muchos diferentes lenguajes, y se mantiene como una obra de referencia para la medicina herbaria. Su tratado incluía carios temas relacionados tales como botánica, zoología, mineralogía, y metalurgia. El libro fue reimpreso frecuentemente y cinco de las ediciones originales aún existen.

## Biografía

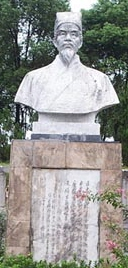
Busto de Li Shizhen en un jardín herbario de Qizhou.

Además del Bencao Gangmu, Li escribió otros once libros, incluyendo Binhu Maixue (瀕湖脈學 "Un estudio del pulso") y Qijing Bamai Kao (奇經八脈考 "Un examen de los ocho meridianos extra"). Vivió durante la Dinastía Ming y fue influenciado por las creencias del neoconfucianismo de la época. Nació en lo que hoy se conoce como Qizhou, Qichun, Hubei el 3 de julio de 1518 y murió 75 años después, en 1593.
El abuelo de Li fue un doctor quien recorría el campo y estaba considerado relativamente abajo en la escala social de la época. Su padre fue un médico tradicional y académico que escribió varios libros influyentes. Trató de ascender en la sociedad y animó a su hijo a buscar una posición en el gobierno. Li realizó el examen de servicio civil nacional tres veces, pero después de fallar en cada una de ellas se decidió por la medicina. A los 78, su padre lo tomó como aprendiz. Cuando él tenía 27 años, y era un médico en ejercicio, curó al hijo de un príncipe Chu y fue invitado a ser un oficial ahí. Unos pocos años después, obtuvo una posición en el gobierno como asistente del presidente en el Instituto Médico Imperial en Pekín. Sin embargo, incluso aunque había escalado posiciones en la sociedad, tal como había querido originalmente su padre, dejó el cargo un año después para regresar a ser un doctor.
En su posición gubernamental, Li fue capaz de leer libros médicos raros; también observó el desorden, los errores, y la información contradictoria que ocasionaba serios problemas en la mayoría de las publicaciones médicas de la época y pronto comenzó el Bencao Gangmu para recopilar información correcta con un sistema lógico de organización. Una pequeña parte estaba basada en otro libro el cual había sido escrito varios cientos de años antes, Jingshi Zhenglei Beiji Bencao ("Materia médica clasificada para emergencias") el cual, a diferencia de muchos otros libros, tenía fórmulas y recetas para la mayoría de las entradas. En la escritura del Bencao Gangmu viajó de manera extensa, obteniendo experiencia de primera mano con muchas hierbas y remedios locales, y consultó más de 800 libros, que era casi cada libro médico impreso en ese tiempo.
En total, la escritura del Bencao Gangmu tomó 27 años, los cuales incluían tres revisiones. Irónicamente, el escribir el libro presuntamente tuvo un considerable precio en su salud. Se rumoró que se quedó dentro de casa por diez años consecutivos durante la escritura del Bencao Gangmu. Después de haberlo completado, un amigo "reportó que Li estaba demacrado".
Li murió antes de que el libro fuera oficialmente publicado, y el emperador de turno prestó poca atención. Sin embargo, permaneció como una de las figuras más importantes en materia médica de China.

## Bencao Gangmu

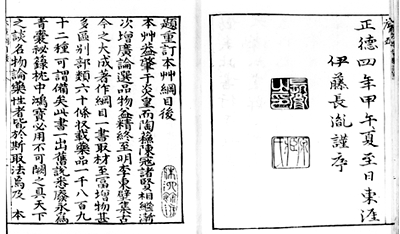
El Compendio de Materia Médica (chino tradicional: 本草綱目; chino simplificado: 本草纲目; pinyin: Běncǎo Gāngmù) es un texto farmacéutico escrito por Li Shizhen (1518-1593) durante la Dinastía Ming de China.

El Bencao Gangmu fue un proyecto literario masivo. La bibliografía de Li incluía cerca de 900 libros. Debido a su tamaño, no era fácil de utilizar, aunque fue organizado de manera mucho más clara que otros anteriores, los cuales habían clasificado a las hierbas solo de acuerdo a su fuerza. Él las desglosó en animales, minerales, y plantas y dividió esas categorías mediante su fuente. El Dr. S. Y. Tan menciona: "sus plantas fueron clasificadas de acuerdo al hábitat, tales como acuático o con origen en roca, o por características especiales, por ejemplo, todas las plantas que tenían buen olor estaban agrupadas juntas".
Li tenía técnicas de registro ejemplares. Procurando corregir los errores de trabajos previos, las plantas medicinales y las sustancias en el Bencao Gangmu estaban claramente organizadas y categorizadas. Con cada entrada, él incluía:
- "Información concerniente a una clasificación previamente falsa;
- Información sobre nombres secundarios, incluyendo las fuentes de los nombres;
- Explicaciones, comentarios y citas recolectados en orden cronológico, incluyendo el origen del material, apariencia, tiempo de recolección, partes útiles medicinalmente, similitudes con otros materiales medicinales;
- Información concerniente a la preparación del material;
- Explicación de puntos dudosos;
- Corrección de errores;
- Sabor y naturaleza;
- Enumeración de indicaciones principales;
- Explicación de los efectos; y
- Enumeración de prescripciones en las cuales el material es usado, incluyendo forma y dosis de las prescripciones".[2]

El Bencao Gangmu contenía cerca de 1900 sustancias, las cuales incluían 374 que no habían aparecido en otras obras. No solo hizo una lista y describió las sustancias, sino que también incluyó prescripciones para su uso – alrededor de 11 000 - 8000 de las cuales no eran bien conocidas. El Bencao Gangmu tenía también 1160 ilustraciones para ayudar al texto.
Además de escribir el Bencao Gangmu, Li fue uno de los primeros en reconocer cálculos biliares, usar hielo para abatir una fiebre, y utilizar vapor y fumigantes para prevenir la propagación de la infección. Li también enfatizó la medicina preventiva. Él dijo que "Curar una enfermedad es como esperar hasta que uno esté sediento antes de excavar un pozo" y listó más de 500 tratamientos para mantener la buena salud y fortalecer el cuerpo, 50 de los cuales inventó él mismo.
El Bencao Gangmu tiene aún significado científico, médico e histórico. Una planta o inclusión de una sustancia en el Bencao Gangmu es una señal de posteridad. Las clínicas médicas y los fabricantes usan su nombre e imagen en sus logotipos y productos, y hubo incluso una película hecha sobre su vida en 1956. Su imagen puedeser encontrada en casi cualquier colegio médico tradicional en China, así como muchos libros sobre medicina china y existe incluso un premio Li Shi Zhen para "doctores e investigadores que hayan hecho contribuciones valiosas a la medicina china tradicional".
Mientras que solo seis copias de la edición original se conservan – una en la Biblioteca del Congreso de Estados Unidos, dos en China, y tres en Japón (una séptima copia en Berlín fue destruida durante la Segunda Guerra Mundial) – muchas nuevas ediciones y numerosas traducciones han sido realizadas a través de los siglos, y la obra no fue reemplazada como la materia médica farmacéutica de China hasta 1959: más de 400 años después de su primera publicación.